# George Gissing
George Robert Gissing (Wakefield, 22 novembre 1857 – Ispoure, 28 dicembre 1903) è stato uno scrittore inglese.

## Biografia
Nasce da una famiglia della classe media. Vince una borsa di studi presso l'Owens College (odierna Università di Manchester) ed ha una carriera universitaria assai brillante, vincendo numerosi premi. Quando sembra diventare sempre più illustre come accademico, si innamora di una prostituta, Marianne Helen Harrison. Gissing intende redimerla comprandole una macchina per cucire e procurandole un lavoro onesto, a tal scopo sottrae denaro ai suoi compagni. Viene scoperto ed espulso, si fa anche un mese di lavori forzati e dal 1876 si trasferisce per sei mesi negli Stati Uniti d'America, tra Boston e Chicago, dove si guadagna da vivere scrivendo racconti brevi su quotidiani.
Tornato nel Regno Unito, sposa la sua Marianne e si trasferisce a Londra a scrivere romanzi. Quando però nel 1880 il suo scritto d'esordio, Workers in the Dawn, si rivela un clamoroso fiasco, Gissing deve lavorare anche come insegnante privato per scacciare i fantasmi della povertà. Nel 1883 divorzia dalla moglie, divenuta nel frattempo alcolista, ma la mantiene per cinque anni fino alla morte di lei. Nettamente migliore per stile e caratterizzazione, nel 1884 il suo secondo romanzo, The Unclassed, incontra un moderato successo di critica. Dopo questo Gissing continua a pubblicare all'incirca un romanzo all'anno, ma per gli scarsi guadagni deve continuare a lavorare anche come precettore. Sebbene molto sfruttato dai suoi editori, nel 1889 riesce a recarsi in Italia per cedere i diritti di The Nether World.
Tra il 1891 ed il 1897 produce quelle che sono stimate come le sue opere migliori, tra cui New Grub Street, Nato in esilio e The Odd Woman. Contemporaneamente scrive una settantina di racconti brevi per la stampa, con i cui proventi può permettersi di abbandonare il secondo lavoro di insegnante. Nel 1891 sposa Edith Underwood e si trasferisce ad Exeter. Nonostante le difficoltà matrimoniali (la donna tendeva ad avere attacchi di violenza e soffriva di instabilità mentale), la coppia mette al mondo due figli. Nel 1897 tuttavia i due si separano: Gissing affida i suoi figli alle sorelle, poco dopo la donna viene dichiarata insana di mente. Sempre nel 1897 visita l'Italia meridionale, e in particolare Crotone, dove conosce Giulio Marino che descriverà nelle pagine di By the Ionian Sea.

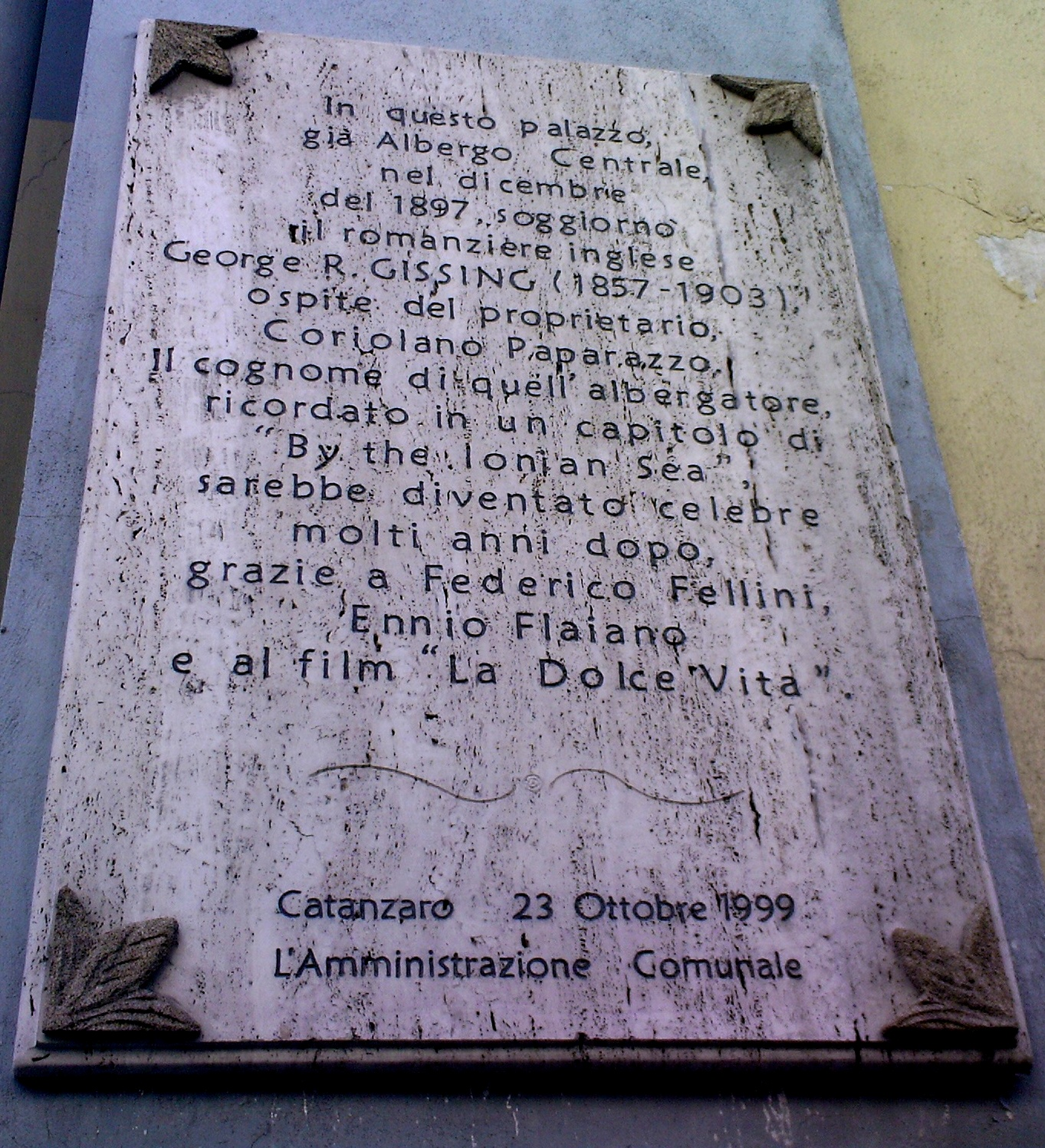
Una lapide ricorda, a Catanzaro, il passaggio di Gissing ed il suo soggiorno all'Albergo Centrale nel dicembre 1897, ospite dell'albergatore Coriolano Paparazzo. L'iscrizione attribuisce allo scrittore un'ispirazione asseritamente colta da Federico Fellini ed Ennio Flaiano per l'attribuzione del cognome Paparazzo ad uno dei personaggi de La dolce vita

La reputazione di Gissing pare crescere sempre più: con George Meredith e Thomas Hardy viene messo da alcuni critici tra i tre migliori romanzieri dell'epoca. Inoltre, diviene amico di colleghi come Henry James e Herbert George Wells. Torna in Italia e visita anche la Grecia, ma comincia ad accusare problemi di salute (alla fine gli viene diagnosticato un enfisema). Incontra Gabrielle Fleury, francese traduttrice delle sue opere, e si sposa per la terza volta (a Rouen, clandestinamente, non avendo ottenuto il divorzio da Edith), restando in Francia.
Nel 1901 pubblica Il giornale intimo di Henry Ryecroft, la sua opera più autobiografica. Gissing muore nel 1903 per gli effetti dell'enfisema, dopo aver contratto un raffreddore durante una passeggiata. Viene sepolto nel cimitero dedicato a persone del Regno Unito Saint Jean de Luz.
L'opera di Gissing è incentrata sull'esperienza della sua stessa vita ossia quella dell'intellettuale che la povertà ha condannato alla degradazione e alla corruzione degli ideali. Ideatore di personaggi tormentati dall'orgoglio e dal rancore nei confronti della propria sorte, ha anche fornito descrizioni molto amare della Londra proletaria. Particolarmente interessante è l'espressione "Extracts from my reading" , utilizzata da Gissing e recante la data 1º aprile 1880, la quale ci induce a ritenere che egli si appuntasse con grande passione e interesse i passaggi dei testi che lo colpivano particolarmente per la loro rilevanza. Motivo scatenante quest' abitudine era la piacevole soddisfazione che scaturiva nell'aver avuto per puro caso la fortuna di incappare in un pensiero elaborato e scritto anni prima in circostanze del tutto diverse da quelle nelle quali si trovava egli stesso. Tra le citazioni di autori antichi ritroviamo anche Omero. Gissing, durante la sua carriera artistica, ha colto in Omero l'esempio di eccellenza letteraria, ne è venuto in contatto con entusiasmo fin da studente leggendolo di sua libera volontà mentre soggiornava negli Stati Uniti d'America, e continuando fino alla sua scoparsa.

## Opere
- Workers in the Dawn (1880)
- The Unclassed (1884)
- Isabel Clarendon (1885)
- Demos (1886)
- L'amore di Thyrza (Thyrza) (1887)[8]
- A Life's Morning (1888)
- The Nether World (1889)
- The Emancipated (1890)
- New Grub Street (New Grub Street) (1891)[4]
- Denzil Quarrier (1892)
- Nato in esilio (Born In Exile) (1892)[5]
- Le donne di troppo (The Odd Women (1893)[9]
- In the Year of Jubilee (1894)
- Il riscatto di Eva (Eve's Ransom) (1895)[10]
- The Paying Guest (1895)
- Sleeping Fires (1895), trad. di M.Teresa Chialant: Il fuoco sotto la cenere, Roma, Aracne, 2014, trad. di Claudia Iannessa: Fuochi sopiti, Roma, Aracne, 2014
- The Whirlpool (1897)
- The Town Traveller (1898)
- Charles Dickens: A Critical Study (1898)
- The Crown Of Life (1899)
- Sulla riva dello Jonio: Appunti di un viaggio nell'Italia meridionale (By the Ionian sea: notes of a ramble in Southern Italy) (1901)[11]
- Our Friend the Charlatan (1901)
- Il giornale intimo di Henry Ryecroft (The Private Papers of Henry Ryecroft) (1903)[7] , I taccuini segreti di Henry Ryecroft, a cura di Francesco Marroni, Roma, Lucarini, 1990
- Will Warburton (1905), La vera storia di Will Warburton, trad. di Vincenzo Pepe, Cava de' Tirreni, Marlin, 2017
- Veranilda (1903, non terminato)
- London and the Life of Literature in Late Victorian England, 1978, trad. Da Venezia allo Stretto di Messina, a cura di Francesco Badolato, Roma, Herder, 1989
- La terra del sole. Lettere dall'Italia e dalla Grecia, 1888-1898, a cura di Francesco Badolato, Soveria Mannelli, Rubbettino, 1999
- Diari Napoletani (a cura di) Vincenzo Pepe; prefazione di Pierre Coustillas; ViVa Liber Edizioni, 2011, ISBN 978-88-97126-04-1
- Racconti americani, a cura di John Gatt-Rutter, Luigi Gussago, Brian Zuccala; prefazione di Susan Bassnett, Roma, Nova Delphi, 2019